# Claude-Alain Voiblet
Claude-Alain Voiblet, né le 18 avril 1963 à Moutier dans le canton de Berne, est une personnalité politique suisse, anciennement membre de l'Union démocratique du centre.

## Biographie

### Formation
Claude-Alain Voiblet naît le 18 avril 1963 dans la commune bernoise de Moutier. Il passe son enfance dans le Jura bernois et après sa scolarité, entreprend une formation de dessinateurs de machines industrielles qu'il achève en 1983. Il la complète par une formation de technicien ET dans le même domaine en 1985. En 1998, il termine une formation de conseiller en personnel à l'Office fédéral de l'industrie, des arts et métiers et du travail. En 2005, il obtient un titre de technicien en gestion d'entreprise et une année plus tard, en 2006, un master exécutif en gestion d'affaires de l'ESM, École de management et de communication à Genève.

### Vie politique
Claude-Alain Voiblet est député au Grand Conseil du canton de Berne de 1990 à 2001. Il siège au Grand Conseil du canton de Vaud depuis 2011.
Secrétaire général de la section vaudoise de l'UDC depuis 2004, Il préside la section de 2012 à 2013. Il est également vice-président de l'UDC suisse entre 2012 et 2016.
Le 10 mars 2016, il est exclu de la section cantonale de l'UDC pour avoir collé sur des affiches électorales de son propre parti ses propres affiches. Le bannissement devient effectif le 14 avril 2016 après un vote lors du congrès du parti cantonal l'excluant à 91 voix contre 57. Afin de conserver son siège au conseil communal de Lausanne, il crée le parti libéral-conservateur dans la foulée de son éviction, accompagné de cinq autres conseillers communaux élus (dès lors également exclus de l'UDC).